# 盧斯達

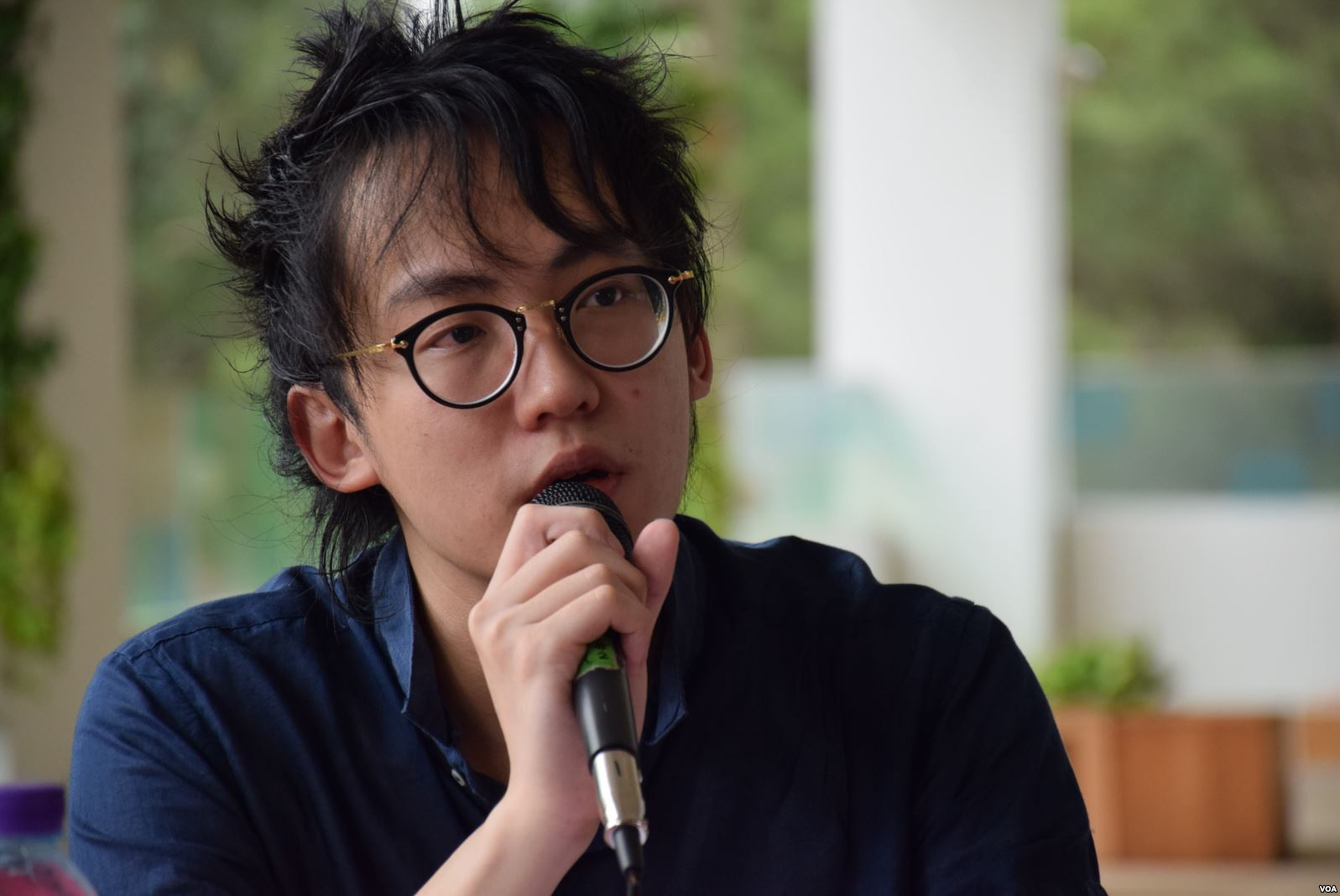
2015年，盧斯達在浸會大學六四論壇

劉耀文（1990年—，筆名盧斯達），香港本土派作家及時事評論員，主要關注香港社會、政治、文化、歷史、宗教等議題；因其網誌名《無待堂》，故亦別號「無待堂主」。

## 簡介
早年因認為歷史科的訓練對寫作實用而報讀香港浸會大學歷史系。大學時期已開始向報章投稿時政評論，得主編李怡賞識而多次獲報章刊登其文章，由於文風犀利於評論界嶄露頭角，被譽為香港本土派健筆，更因闡述本土派立場而得到當時香港年輕人關注。其曾主持黃毓民旗下網台MyRadio節目《勞思動眾》、於《明報》旗下出版社出版書籍、爲香港立場新聞撰寫鄒家成和梁晃維專訪及為臺灣《上報》撰寫專欄等。

## 作品列表
- 代糖夫人信箱（2016年）[1][需要較佳来源]
- 究竟香港人做錯咩——盧斯達評論集（2016年）[1][需要較佳来源]
- 獨立屠場——亂世評論和犯人雜文（2017年）[1][需要較佳来源]
- 我迷失在這場殖民遊戲（2018年）[1][需要較佳来源]
- 如水赴壑—香港歷史與意識之流（2021年）[8][需要第三方來源]

## 外部連結
- 盧斯達的Facebook專頁
- 無待堂的Facebook專頁
- 盧斯達的Instagram帳戶